# Роберт Домс
Ро́берт Домс (нім. Robert Doms; 1815, Королівство Пруссія — 5 травня 1893, Львів) — львівський купець, підприємець німецького походження, громадський діяч і філантроп, засновник і власник нафтових і озокеритних копалень у Бориславі, власник покладів бурого вугілля біля Мокротина і Глинська. Багатопланова діяльність Роберта Домса позитивно вплинула на економічний розвиток Львова і Галичини.

## Життєпис
Один з родичів — Франц, майстер шліфування, прийняв 1 жовтня 1816 року громадянство Львова.

### Підприємницька діяльність
1848 — відкрив у Львові промислове виробництво «кави» з цикорію.
Піонер промислового використання озокериту (земного воску), власник однієї з перших концесій на видобуток нафти й озокериту в Австро-Угорщині.
Активно співпрацював з інженерами і науковцями в галузі хімії, зокрема з професорами Віденського університету Зейтделем та Редтенбахером у питаннях вивчення хімічних властивостей бориславської нафти та супутніх продуктів (озокерит, бітум, асфальт, супутні гази). Організував промислове виробництво парафіну, а також освітлювальних свічок на його основі.
1853 року розпочав у Бориславі промисловий видобуток озокериту для виготовлення з нього парафіну, а також, можливо, співпрацював із винахідником промислової нафтопереробки в Україні та світі Яном Зегом.
1853 року починають розробляти потужне Бориславське нафтогазове родовище (Дрогобицький район Львівщини). Його відкриття пов'язують із діяльністю львівського підприємця Роберта Домса. Ось як згадує про це Іван Франко в повісті «Boa constrictor»:
«Домс, знаменитий прусський капіталіст, котрому наша Галичина майже в кождій галузі промислу винна перший товчок, проїжджаючи раз через Дрогобич, звернув увагу на дивну мазь, котру жиди в коновках розносили на продаж селянам по ринку. Переконавшись, що се нафта, занечищена земляними і другими мінеральними примішками, він забажав побачити те місце, де добувають ту мазь. Йому сейчас вказали бориславські мочари. Селяни розповіли йому, як вона підходить наверх води, як випалює траву і всяку ростинність, — а деякі заговорили навіть про підземних заклятих бойовників, котрих перегнила кров випливає наверх. Домс, практичний чоловік, розуміється, небагато там зважав на такі казки, але швидко покмітив, що нафтові жили мусять бути неглибоко, коли нафта сама підходить догори, і що мусять вони бути неабиякі багаті. Він поїхав до Борислава, звидів місцевість і рішив сейчас зачати першу пробу. У кількох бідніших він позакупляв за безцінок частки поля і, нанявши бориславських-таки парубків, почав копати вузенькі „дучки“. По трьох-чотирьох сажнях показалася нафта. Домс тріумфував. Він швидко кинувся будувати дестилярні, почав радитися з ученими, інженерами та гутниками».
1853 року Домс відкрив у Бориславі перше нафтоперегінне підприємство, де використовувався патент Й. Зега. Спершу виходи нафти на поверхню озер чи джерел збирали (либали) квачами з кінського волосся, або трав'яними віниками.
Паралельно з нафтовим бізнесом вкладав кошти в харчову промисловість. У 1850-х роках організував у Львові виробництво борошна, пива і хліба. Зокрема розмістив на вул. Клепарівській, 16 паровий млин, пекарню та броварню (остання 1893 року увійшла до складу «Акційного Товариства Броварів» — нині «Львівська пивоварня»). Ще один паровий млин він збудував на нинішній вул. Лемківській.
Перший в Україні, Європі та один із перших у світі впровадив буріння нафтогазових свердловин для видобутку нафти. 1861 року в Бориславі почала роботу його перша бурова вежа для ручного ударного буріння нафтових свердловин.
Сьогодні відомо, що, зокрема, броварню на вул. Клепарівській Роберт Домс придбав 1863 року в Йогана Квіха, про що вказано в новому покращеному путівнику, який уклав пан Шлезінський. Протягом усіх років володіння пивоварнею Роберт Домс продовжував її розбудову та удосконалював промислове виробництво. Ця броварня варить пиво й до сьогодні.
Певний час (зокрема, 1868 року) був власником покладів бурого вугілля: двох — біля Мокротина і двох — біля Глинська. Певний час, зокрема, в 1871 році, був заступником Калікста Понінського як голови «завідувальної ради» Галицького крайового банку у Львові.

### Громадська і доброчинна діяльність
Довший час Роберт Домс був заступником голови львівської Торгово-промислової палати, і за цей час йому довелося бачити чимало збіднілих підприємців і купців. Це не могло залишити його байдужим. Робертові Домсу була справа до всіх, хто потребував допомоги. Тому 1885 року він заснував доброчинний фонд, під патронатом якого у Львові того ж року відкрили «Притулок для митців і літераторів фундації Роберта Домса» (для цього він пожертвував «реальність при вул. Святої Терези, 4 (нинішня вулиця Митрополита Андрея, 10; неподалік площі Під Святим Юром) та капітал в квоті 107000 золотих ринських в листах заставних Галицького товариства кредитового земского»). Згідно зі статутом фонду, до притулку приймали збанкрутілих підприємців і купців, а також старих і хворих митців: архітекторів, акторів, письменників, живописців, скульпторів. Крім того, до притулку могли приймати старих або хворих хіміків: науковців і інженерів. Так Р. Домс віддячив цій категорії суспільства за допомогу у розвитку його підприємств нафтохімічної галузі. Притулок було ліквідовано радянською владою 1940 року.
Цікаво, що, засновуючи притулок, меценат постановив: якщо знайдеться інший доброчинець, який би вніс на рахунок 100000 злотих, тоді прізвище Домса має бути другим у назві фундації. Якби наступний хтось третій записав для цієї фундації таку ж суму — прізвище Роберта Домса може бути зовсім викреслене з назви і носила би вона прізвища тільки пізніших фундаторів.
Вулицю у Львові, на якій був розташований притулок, після смерті Р. Домса у 1895 році було названо на його честь (з 1991 року вулиця носить ім'я львівського скульптора Петра Війтовича, який помер у притулку імені Роберта Домса).
Роберт Домс не забував свого німецького походження: брав активну участь у житті німецької громади Львова.

## Смерть Роберта Домса
23 квітня (за старим стилем) 1893 року в газеті «Діло» (№ 89) з'явилося повідомлення про смерть одного з найвпливовіших і найзаможніших громадян Львова:
|  | Роберт Домс, один з найбільших промисловців Галичини, президент Львівської торговельної і промислової палати, власник млину парового і броварні у Львові, нафтових копалень і рафінерій у Бориславі, помер вчора у Львові від запалення легень на 79 році життя. Він заснував у Львові притулок для літераторів, артистів і купців. Похорон відбудеться в суботу пополудні. |

Роберт Домс-старший похований на Личаківському цвинтарі (поле № 69).

## Іван Франко про Роберта Домса
Ім'я Р. Домса згадує Іван Франко в повісті «Boa constrictor»:
|  | Домс, знаменитий прусський капіталіст, котрому наша Галичина майже в кождій галузі промислу винна перший товчок, проїжджаючи раз через Дрогобич, звернув увагу на дивну мазь, котру жиди в коновках розносили на продаж селянам по ринку. Переконавшись, що се нафта, занечищена земляними і другими мінеральними примішками, він забажав побачити те місце, де добувають ту мазь. Йому сейчас вказали бориславські мочари. Селяни розповіли йому, як вона підходить наверх води, як випалює траву і всяку ростинність, – а деякі заговорили навіть про підземних заклятих бойовників, котрих перегнила кров випливає наверх. Домс, практичний чоловік, розуміється, небагато там зважав на такі казки, але швидко помітив, що нафтові жили мусять бути неглибоко, коли нафта сама підходить догори, і що мусять вони бути неабиякі багаті. Він поїхав до Борислава, звидів місцевість і рішив сейчас зачати першу пробу. У кількох бідніших він позакупляв за безцінок частки поля і, нанявши бориславських-таки парубків, почав копати вузенькі «дучки». По трьох-чотирьох сажнях показалася нафта. Домс тріумфував. Він швидко кинувся будувати дестилярні, почав радитися з ученими інженерами та гутниками. |

## Родина
Мав трьох дітей — доньку Емму та двох синів — Альфреда та Роберта. Діти Р. Домса нічим у Львові не вславилися. Цікаво, однак, що молодший син успадкував не тільки ім'я батька, але й вимогливість до якості пива. Ймовірно, саме Роберт Домс-молодший став героєм відомої львівської міської легенди про пивовара Домса та служницю Зосю.

## Байка про Роберта Домса-молодшого
Сьогодні у Львові Роберта Домса згадують передовсім як людину, яка шанувала пивні традиції та прагнула вдосконалити їх на власному виробництві. Він багато подорожував Європою, яка завжди славилася своїми традиціями пивоваріння, та відвідував різні пивні регіони в пошуках унікальних та оригінальних сортів пива. Колекціонувати пивні рецепти було його справжнім хобі та пристрастю. Найкращі з них він привозив до Львова і там, на Львівській пивоварні, під його ретельним наглядом місцеві броварі відтворювали легендарні європейські смаки.
Таку саме пристрасть до хмільного напою мав, кажуть, і Роберт Домс-молодший. Легенда свідчить, що кожен ранок молодого Домса починався з кухля свіжого пива, що приносила йому до сніданку служниця на ім'я Зося. Дегустування пива з власної броварні було важливим ранковим ритуалом, як для відповідального виробника. У такий спосіб він перевіряв якість звареного на власному підприємстві пива. Загалом наприкінці XIX століття у Львові існувало 13 броварень.
Служниця Зося приносила йому порцію свіжого продукту у великому, майже 10-літровому мідному посуді з краником. За легендою, Домс-молодший закохався в дуже гарну та привітну дівчину, одружився з нею, у 1886 році продав броварню і молодята поїхали до Швейцарії. Так молодий Домс став героєм найромантичнішої легенди міста Лева.
Там слід Роберта Домса загубився, але у Львові залишився предметний доказ цієї романтичної історії — майже 10-літрова мідна гальба з краником, яку називають «Зосею» і демонструють у єдиному в Україні музеї пивоваріння.
Про долю Роберта та Зосі написав у своїй «Львівській застільній» композитор Анатолій Кос-Анатольський:
|  | Продав пан Домс броварню й, забравши Зосю гарну, поїхав у Швейцарію, в похміллі молодім… "На передмісті Львівськім броварню мав пан Домс. Щодня, обід він з'ївши, на кухні дзенькав «бомс» і в кабінет входила служаночка вродлива й вносила гальбу пива…" |

## Вшанування
- У Львові: в місцевості Новий Світ у 1895—1942 роках була вулиця Домса (нинішня вулиця Війтовича)[14], в місцевості Богданівка — у 1943—1944 роках була Домсаґассе (нинішня вулиця Зв'язкова)[15].
- На його честь названо декілька сортів пива «Роберт Домс», яке випускає компанія «Карлсберг».
- В міському парку міста Борислав на одній з нафтодобувних качалок поруч з музеєм-аптекою Йогана Зега встановлено артінсталяцію Роберт Домс.
- У травні 2007 року на вулиці Клепарівській, 18 у Львові в пивницях Львівської пивоварні відкритий ресторан-пивниця «Хмільний дім Роберта Домса».